# Socha Freddieho Mercuryho
Socha Freddieho Mercuryho se nachází ve Švýcarsku, ve městě Montreux na břehu Ženevského jezera. Socha byla postavená v roce 1996 na počest zpěváka britské rockové skupiny Queen Freddieho Mercuryho, jenž 24. listopadu 1991 zemřel na zápal plic jako komplikaci při nemoci AIDS, kterou trpěl. Autorkou sochy je česká výtvarnice Irena Sedlecká. socha zde stojí proto, že Montreux bylo Mercuryho oblíbeným městem. Měl zde klid a především v casinu Barière sídlilo nahrávací studio skupiny Mountains Studios. Studio a přilehlé zadní prostory casina byly upraveny na muzeum Queen. 
Původně se zvažovalo, že socha bude postavena v londýnské čtvrti Kensington, kde stojí Mercuryho dům. Ale úřady tehdy kvůli obavám z vandalismu a kvůli tehdy ještě platnému britskému zákonu o zákazu propagování homosexuality organizátorům nevyšly vstříc. Socha v Montreux byla oficiálně odhalena dne 25. listopadu 1996. 
Od roku 2003 u sochy  vždy v posledním týdnu měsíce září začíná vzpomínkový hudební festival Freddie Mercury Montreux Memorial Day. 
Kopie sochy je mimo jiné zobrazena na přebalu posledního studiového alba Queen s názvem Made in Heaven z roku 1995, kde u ní stojí 3 zbylí spoluhráči z Queen (Brian May, Roger Taylor a John Deacon).

## Popis

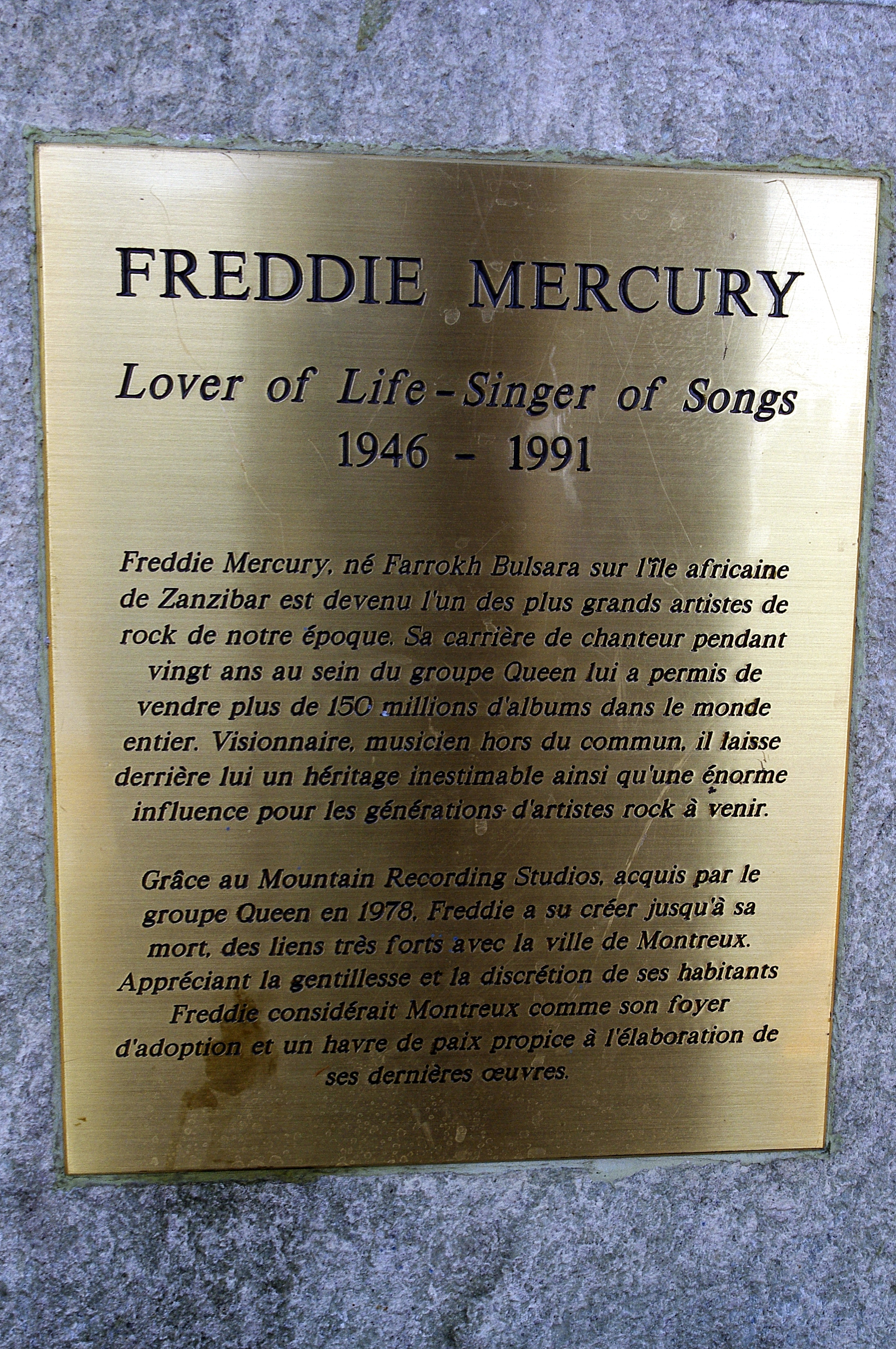
Zlatá deska na podstavci sochy s nápisem „Lover of Life – Singer of Songs“

Tato 3 metry vysoká bronzová socha znázorňuje ikonickou pózu Freddieho Mercuryho z koncertu Live at Wembley z roku 1986, kdy stojí s rozkročenýma nohama a pravou ruku má zvednutou nahoru a dívá se směrem dolů. Na podstavci se nachází zlatá deska s nápisem „Lover of Life – Singer of Songs“ (česky „Milovník života – zpěvák písní“). Tento epitaf navrhl kytarista Brian May, podle kterého „to jeho život nejlépe vystihuje“.

## Historie
Sochu navrhla česká výtvarnice a sochařka Irena Sedlecká. Nastudovala mnoho fotografií, videoklipů, koncertů a rozhovorů s Freddiem Mercurym a jako model pro sochu jí posloužil její syn Štěpán Drexler. Stavba započala v roce 1996 po získání zakázky a dokončena byla ještě tentýž rok. Socha byla za poměrně velké účasti lidí odhalena dne 25. listopadu 1996 Mercuryho spoluhráči z kapely kytaristou Brianem Mayem, bubeníkem Rogerem Taylorem a operní zpěvačkou Montserrat Caballé, která s Mercurym na konci 80. let nahrála jejich společné album Barcelona. Místo se sochou se stalo poutním místem fanoušků Mercuryho a Queen.

## Další sochy
Socha v Montreux není jedinou Mercuryho sochou. Podobné sochy se nacházejí i v Británii. Například v Liverpoolu nebo v Londýně. Obě tyto zmiňované znázorňují stejnou pózu Mercuryho.

### Liverpool

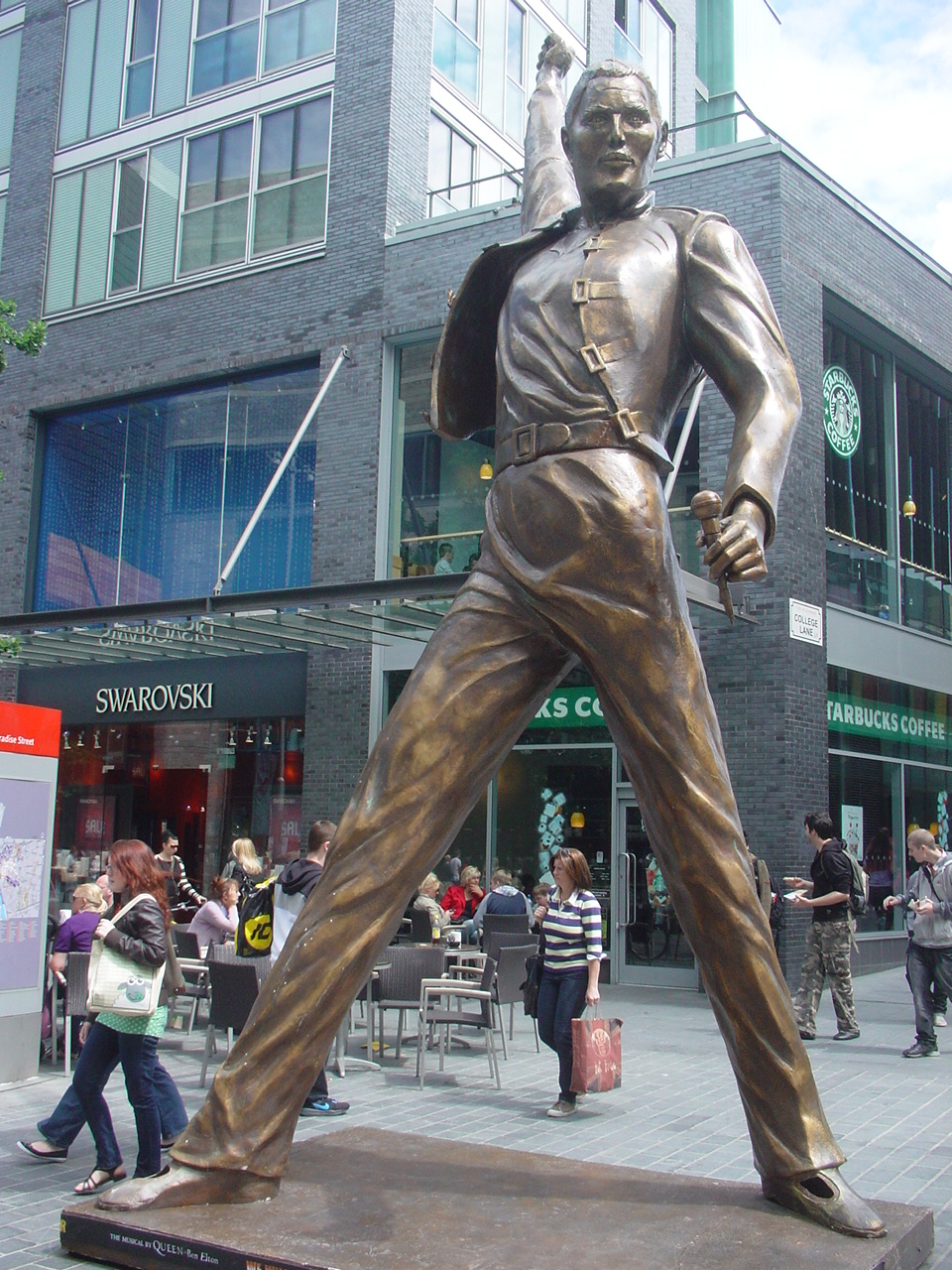
Socha Freddieho Mercuryho na Paradise Street v Liverpoolu

V britském Liverpoolu se v ulici Paradise Street nachází podobná bronzová socha, která je vysoká přibližně 4,5 metru a váží kolem 680 kilogramů. Původně měla stát na baldachýnu divadla Liverpool Empire Theatre, ale byla na to příliš těžká. Postavena a odhalena byla v červnu 2011. Socha byla umístěna právě v Liverpoolu kvůli oslavě muzikálu We Will Rock You, který se měl v září 2011 ve zmiňovaném divadle hrát.

### Londýn

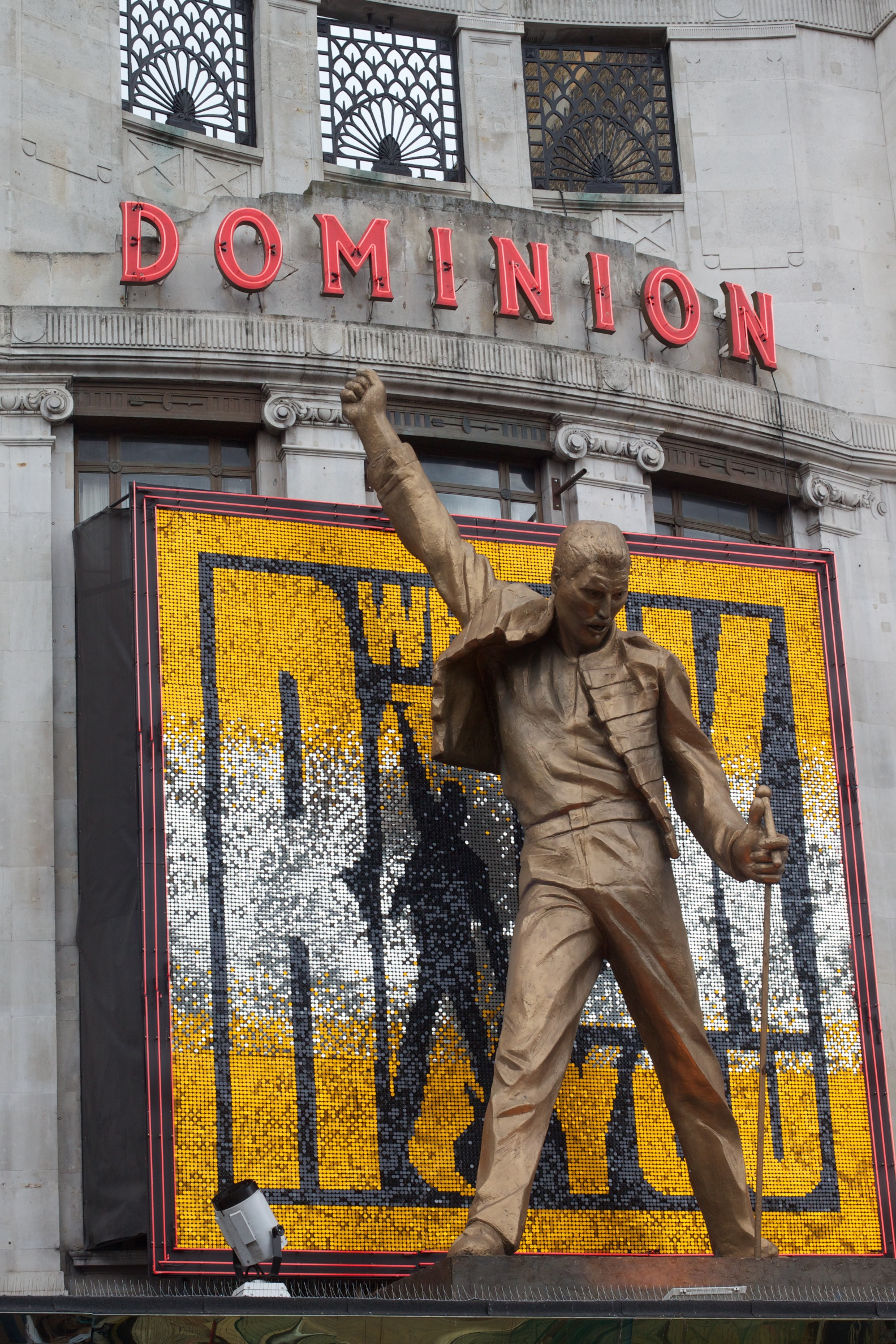
Socha Freddieho Mercuryho na baldachýnu divadla Dominion v Londýně pro uvedení muzikálu We Will Rock You (logo v pozadí)

V Londýně stála také podobná socha Mercuryho. Měřila něco málo přes 6 metrů a nacházela se na baldachýnu divadla Dominion, taktéž kvůli uvedení muzikálu We Will Rock You. Stála zde od roku 2002 do roku 2014, kdy byla tajně odstraněna a údajně přemístěna na zahradu Rogera Taylora. Toto místo mělo s Mercurym i jinou spojitost, než byl muzikál. V roce 1990 totiž právě v tomto divadle naposledy veřejně vystoupil Freddie Mercury při příležitosti předávání cen BRIT Awards.

## Galerie

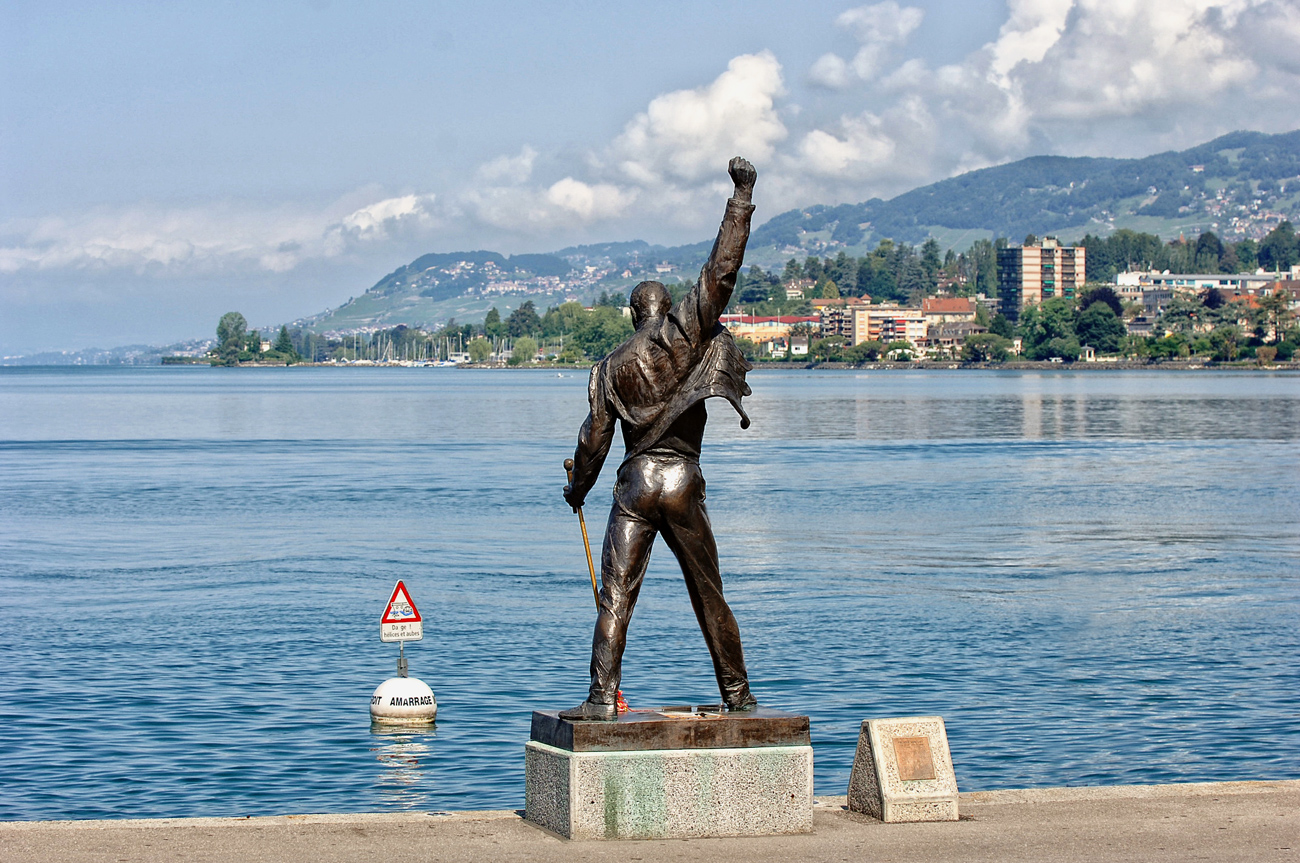
Panorama okolí sochy
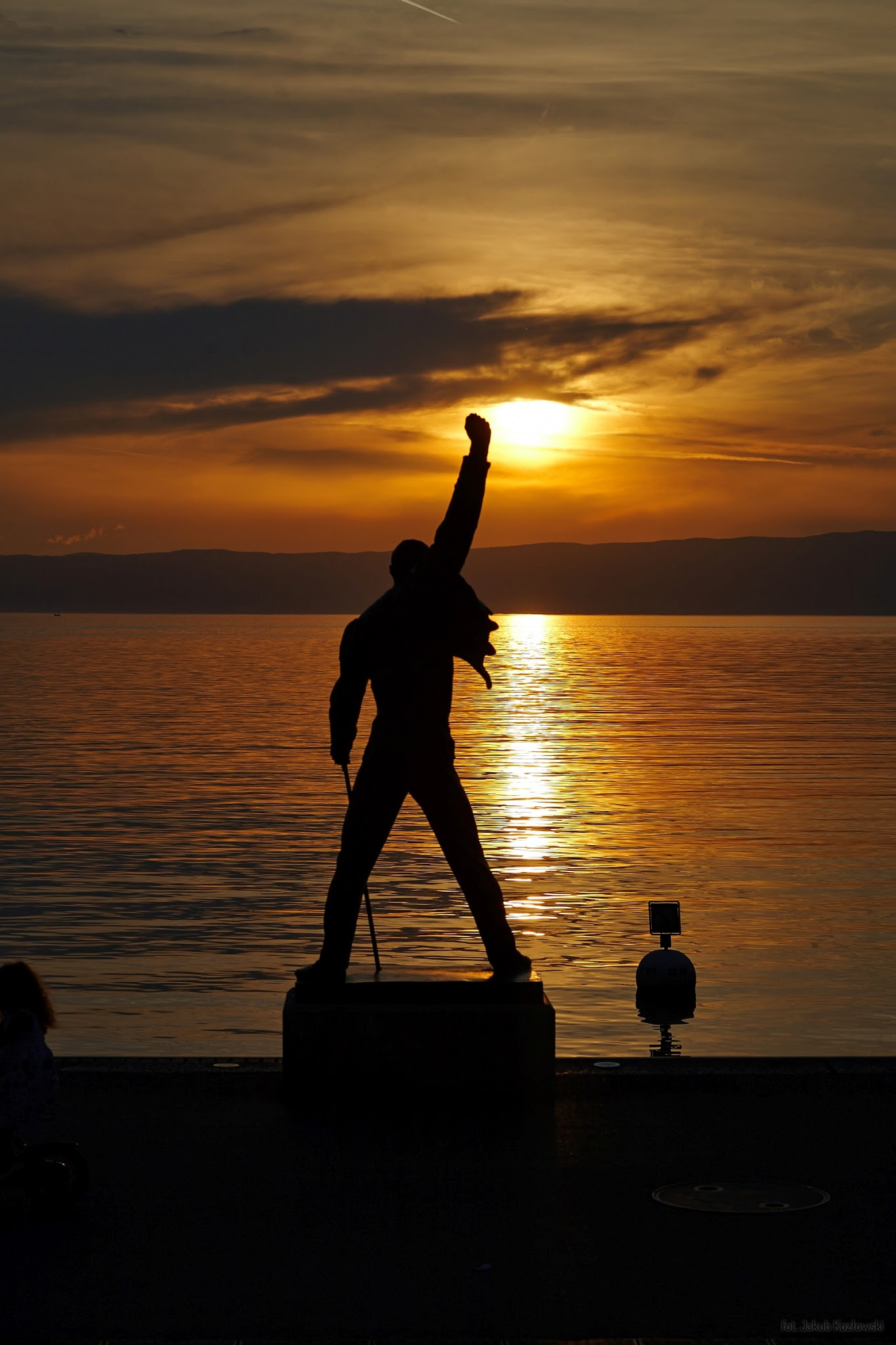
Pohled na sochu při západu slunce
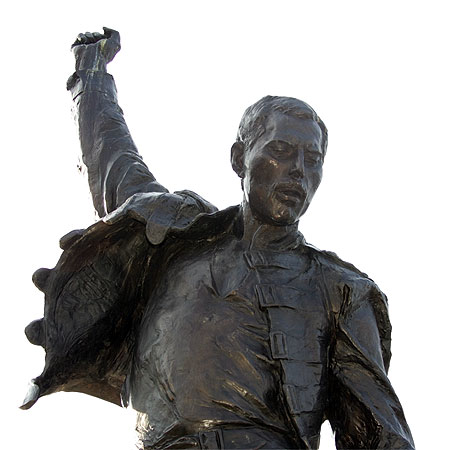
Bližší pohled na horní část sochy s odebraným pozadím
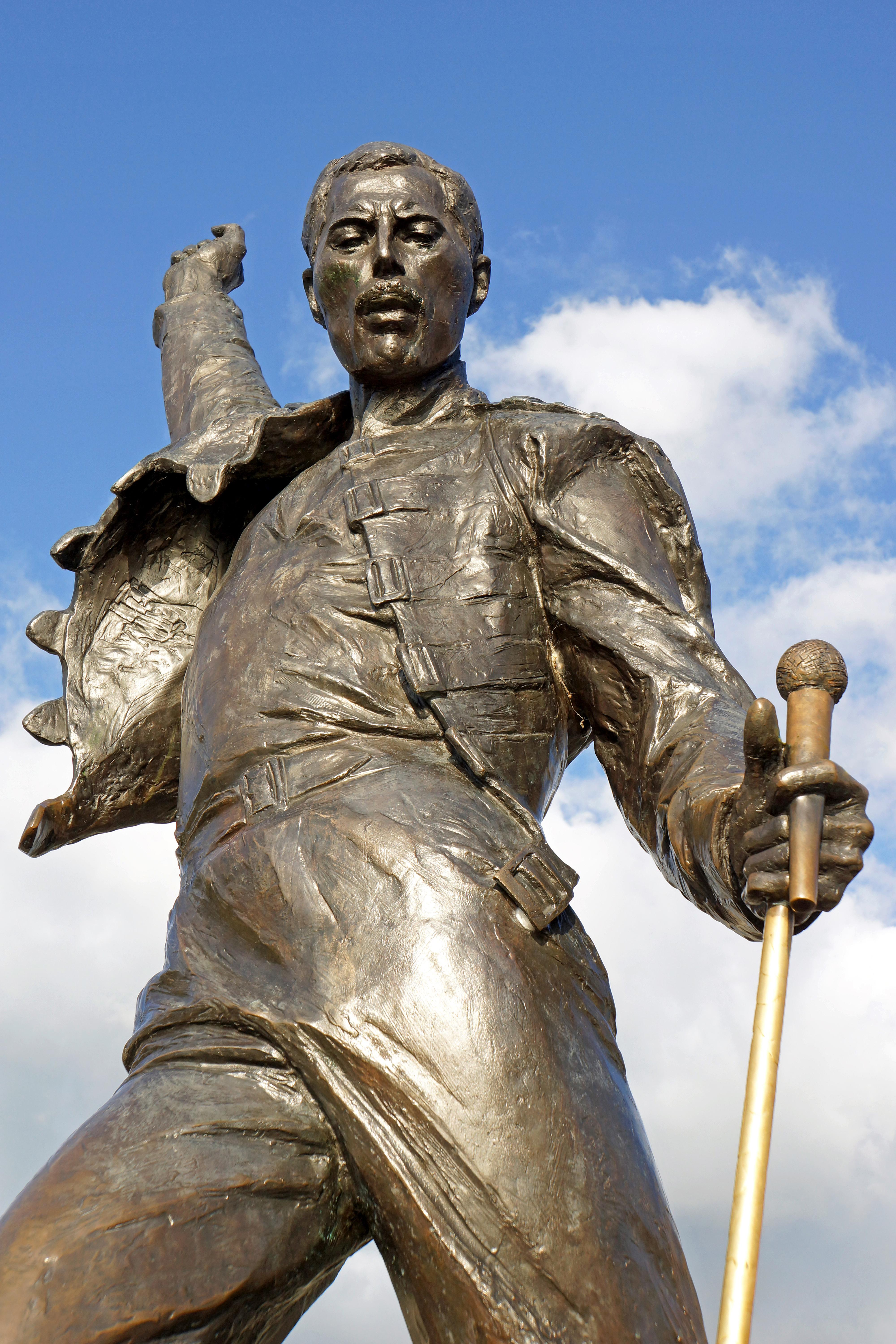
Pohled zespodu